# Noord (reka)
Noord ("North") (v prevodu  Sever) je kratka plimna reka v zahodni Nizozemski, v provinci Južna Holandija.
Noord se začne pri mestu Dordrecht, kjer se reka Beneden Merwede razcepi v Oude Maas in Noord. Pri mestih Ridderkerk in Kinderdijk se združi z Lekom, združeni tok pa je od takrat znan kot Nieuwe Maas. Razdalja je približno devet kilometrov. Smer njenega vodnega toka je odvisna od plime in oseke.
Reka Noord ločuje otok IJsselmonde od celine Alblasserwaard na vzhodu. Med njima sta dve povezavi:
- Most čez Noord (za motorna vozila, kolesarje)
- Severni predor (za motorna vozila)

## Zgodovina
V zgodnjem srednjem veku je reka veljala za nadaljevanje reke Merwede (sama razvodna veja Rena) in je bila temu primerno tudi poimenovana. Vendar pa je zaradi poplav sv. Elizabete Merwede našel novo in krajšo pot do morja (sedanji Hollands Diep ) in odsek, ki vodi proti severu, se je spremenil v brakični estuarij. Od tega trenutka se je imenovala Noord. Ko je bil tok Merwede bolje porazdeljen med spodnjimi vejami (zaradi umetnih sredstev), se je Noord vrnil v svoje prejšnje stanje kot sladkovodna reka s plimovanjem, vendar je ime ostalo Noord.